# Luciano Acosta
Luciano "Lucho" Federico Acosta (Buenos Aires, 31 de mayo de 1994) es un futbolista argentino que juega como Mediocampista en el Fluminense Football Club, del Campeonato Brasileño de Serie A.

## Trayectoria

### Boca Juniors
Arribó a las inferiores del club «xeneize» a la edad de 14 años, teniendo antes un breve paso por el Club Comunicaciones. Desde muy pequeño presentó problemas con su crecimiento, los mismos que en algún momento se le presentaron al exitoso futbolista Lionel Messi, «Lucho» comentó en una oportunidad que una vez una profesional de la medicina le dijo que ya no podía crecer más, pero salió adelante aceptando su condición de baja estatura. En las divisiones juveniles fue durante un tiempo bastante prolongado suplente del actual jugador de la Juventus, Leandro Paredes, quien por ese entonces era considerado la mayor promesa de las inferiores del club, por lo que su debut se pospuso algunos años ya que ambos jugaban en la misma posición.

#### Primeros encuentros amistosos
Su ansiado debut con la primera del conjunto de la ribera se produjo en el verano de 2014, precisamente el 9 de febrero de ese año, en un partido de carácter amistoso entre Boca Juniors y River Plate, en el denominado Superclásico del fútbol argentino, donde le tocó reemplazar al ídolo de la institución Juan Román Riquelme, encuentro que terminó en tablas con un marcado de 1 a 1, en donde «Luciano» tuvo una destacada actuación.
En otra edición veraniega del Superclásico del fútbol argentino, volvería a jugar desde el minuto 0 y volvería a calzarse la histórica camiseta número 10, esta vez el marcador fue favorable para River Plate quien venció por 2 a 0.
Volvería a disputar su tercer superclásico consecutivo, esta vez volvió a ser derrota de su equipo por un marcador de 2 a 1, donde jugó de titular.

#### Debut oficial
Debutó en la Primera División Argentina de manera oficial en la primera fecha del Torneo Final 2014, el 8 de febrero a la edad de 19 años, en el partido que Boca Juniors y Newell's Old Boys empataron en 0, Luciano reemplazó a Juan Manuel Martínez a los 78 minutos del complemento.

#### Torneo Final 2014
Volvería a jugar otro encuentro, esta vez frente a Belgrano de Córdoba en condición de local, en un partido que no contó con público por incidentes ocurridos en el Torneo Inicial 2013, en dicho partido ingresó en el complemento en lugar de Nahuel Zarate, a los 72 minutos del complemento y logró convertir su primer gol en primera, el partido sería derrota de su equipo por un marcador de 2 a 3.
Disputó su tercer partido consecutivo como futbolista de primera división y en el mismo torneo frente a Atlético Rafaela, donde se desempeñó de titular. Volvió a disputar su cuarto partido, su segundo de manera consecutiva en calidad de titular frente a Estudiantes de La Plata, en lo que fue una victoria de su equipo por un gol a cero, donde se destacó como uno de los rendimientos más altos del encuentro Jugó otros 2 partidos arrancó desde el minuto 0, éstos fueron la derrota ante Vélez correspondiente a la fecha 5 y la victoria en condición de local frente a Olimpo donde destacó con una buena actuación. Su siguiente encuentro lo jugaría frente a Racing Club de Avellaneda en el Estadio Juan Domingo Perón donde su equipo conseguiría una victoria, en dicho encuentro ingreso en el complemento y colaboró en la jugada que le dio la victoria al conjunto xeneize.
En la fecha siguiente se desempeñó desde el arranque del partido y concretó otro buen encuentro, esta vez colaboró con una asistencia en lo que fue el gol de Emmanuel Gigliotti que le daba la victoria parcial a su equipo, el encuentro terminaría en tablas. Disputó 1 fecha más como titular, esta vez frente al Quilmes. La siguiente fecha su equipo recibiría a River Plate en la fecha 10, ingresó a los 66 del complemento por Juan Sánchez Miño, su equipo sería derrotado por un marcado de 2 a 1. El partido siguiente frente a Rosario Central, que concluyó en derrota por 2 a 1 tampoco fue titular, pero ingresó a los 72 minutos del segundo tiempo. Volvió a ir al banco a la fecha siguiente, goleada por 3 a 0 frente a Godoy Cruz pero no sumó minutos. Para la fecha siguiente volvería a presentarse en el banco de suplentes, esta vez ingresó en el complemento por Federico Bravo. La fecha siguiente sería el empate en 0 frente a San Lorenzo de Almagro donde ingresó a los 77 minutos de juego por Hernan Grana.
Volvió a la titularidad en la fecha 15, en el encuentro de su equipo frente a Club Atlético Tigre en condición de visitante, en éste encuentro disputó los 90 minutos en lo que significó la victoria de su equipo por un marcado de 0 a 1.
Para la fecha 16 el director técnico decide alinear como titular a Juan Manuel Martínez, por lo que volvió al banco de suplentes, pero ingresó en el complemento y provocó un penal para su equipo que Emmanuel Gigliotti intercambió por gol en la victoria por un marcador de 4 a 2 frente a Arsenal de Sarandí.
Se encontró en el banco de suplentes en los encuentros de su club frente al Club Atlético All Boys y al Club Atlético Lanús. Volvería a la titularidad en la última fecha del torneo, un encuentro contra Gimnasia y Esgrima de La Plata en calidad de visitante, donde marcaría un gol que le daría la victoria a su equipo.
De esta manera terminó su primer torneo como profesional con un saldo más que positivo, 17 partidos disputados alternando entre titular y suplente, registrando 2 goles y 1 asistencia.

### Estudiantes de La Plata
El equipo platense dirigido por Mauricio Pellegrino lo ha incorporado en calidad de préstamo con opción de compra para la temporada 2015. En su debut marcó un gol y una asistencia para la remontada del equipo frente a Gimnasia y Esgrima de la plata, luego fallaría un penal en la tanda pero se quedaría con la victoria que lo consagró campeón del torneo de verano 2015.

### D. C. United
Se va a jugar a préstamo al conjunto estadounidense, al no ser tenido en cuenta por el técnico de Boca Juniors, Rodolfo Arruabarrena.

### Atlas F. C.
Tras irse libre de DC United, llegó al Atlas Fútbol Club de México en 2019

### F. C. Cincinnati
Tras buenas actuaciones en el conjunto mexicano, el FC Cincinnati lo ficharía a cambio de 2.730.000 de dólares.

## Selección nacional

### Selección nacional sub-17
Tras su destacada participación en un torneo sub-17 que conquistó Boca en México, fue citado para la selección sub-17 de su país, aunque nunca jugó de manera oficial.

## Estadísticas

### Clubes
Actualizado hasta su último partido disputado el 12 de agosto de 2025.
| Club                              | Div.          | Temporada     | Liga  | Liga  | Liga   | Copas nacionales | Copas nacionales | Copas nacionales | Torneos internacionales | Torneos internacionales | Torneos internacionales | Total | Total | Total  |
| Club                              | Div.          | Temporada     | Part. | Goles | Asist. | Part.            | Goles            | Asist.           | Part.                   | Goles                   | Asist.                  | Part. | Goles | Asist. |
| --------------------------------- | ------------- | ------------- | ----- | ----- | ------ | ---------------- | ---------------- | ---------------- | ----------------------- | ----------------------- | ----------------------- | ----- | ----- | ------ |
| C. A. Boca Juniors Argentina      | 1.ª           | 2013-14       | 16    | 2     | 0      | —                | —                | —                | —                       | —                       | —                       | 16    | 2     | 0      |
| C. A. Boca Juniors Argentina      | 1.ª           | 2014          | 9     | 0     | 2      | —                | —                | —                | 3                       | 0                       | 1                       | 12    | 0     | 3      |
| C. A. Boca Juniors Argentina      | Total club    | Total club    | 25    | 2     | 2      | 0                | 0                | 0                | 3                       | 0                       | 1                       | 28    | 2     | 3      |
| Estudiantes de La Plata Argentina | 1.ª           | 2015          | 27    | 1     | 4      | 4                | 0                | 0                | 7                       | 1                       | 0                       | 38    | 2     | 4      |
| Estudiantes de La Plata Argentina | Total club    | Total club    | 27    | 1     | 4      | 4                | 0                | 0                | 7                       | 1                       | 0                       | 38    | 2     | 4      |
| D. C. United Estados Unidos       | 1.ª           | 2016          | 32    | 3     | 8      | 1                | 0                | 0                | 2                       | 0                       | 0                       | 35    | 3     | 8      |
| D. C. United Estados Unidos       | 1.ª           | 2017          | 31    | 5     | 4      | 1                | 0                | 0                | —                       | —                       | —                       | 32    | 5     | 4      |
| D. C. United Estados Unidos       | 1.ª           | 2018          | 34    | 10    | 15     | 2                | 1                | 0                | —                       | —                       | —                       | 36    | 11    | 15     |
| D. C. United Estados Unidos       | 1.ª           | 2019          | 32    | 6     | 1      | 2                | 0                | 1                | —                       | —                       | —                       | 34    | 6     | 2      |
| D. C. United Estados Unidos       | Total club    | Total club    | 129   | 24    | 28     | 6                | 1                | 1                | 2                       | 0                       | 0                       | 137   | 25    | 29     |
| Atlas F. C. · México              | 1.ª           | C-2020        | 10    | 1     | 1      | —                | —                | —                | —                       | —                       | —                       | 10    | 1     | 1      |
| Atlas F. C. · México              | 1.ª           | 2020-21       | 23    | 2     | 1      | —                | —                | —                | —                       | —                       | —                       | 23    | 2     | 1      |
| Atlas F. C. · México              | Total club    | Total club    | 33    | 3     | 2      | 0                | 0                | 0                | 0                       | 0                       | 0                       | 33    | 3     | 2      |
| F. C. Cincinnati Estados Unidos   | 1.ª           | 2021          | 31    | 7     | 8      | —                | —                | —                | —                       | —                       | —                       | 31    | 7     | 8      |
| F. C. Cincinnati Estados Unidos   | 1.ª           | 2022          | 32    | 11    | 12     | 2                | 0                | 0                | —                       | —                       | —                       | 34    | 11    | 12     |
| F. C. Cincinnati Estados Unidos   | 1.ª           | 2023          | 36    | 19    | 12     | 5                | 1                | 1                | 3                       | 1                       | 1                       | 44    | 21    | 14     |
| F. C. Cincinnati Estados Unidos   | 1.ª           | 2024          | 35    | 14    | 17     | —                | —                | —                | 6                       | 1                       | 2                       | 41    | 15    | 19     |
| F. C. Cincinnati Estados Unidos   | Total club    | Total club    | 134   | 51    | 49     | 7                | 1                | 1                | 9                       | 2                       | 3                       | 150   | 54    | 53     |
| F. C. Dallas Estados Unidos       | 1.ª           | 2025          | 21    | 5     | 1      | 2                | 2                | 0                | —                       |                         |                         | 23    | 7     | 1      |
| F. C. Dallas Estados Unidos       | Total club    | Total club    | 21    | 5     | 1      | 2                | 2                | 0                | 0                       | 0                       | 0                       | 23    | 7     | 1      |
| Fluminense F. C. · Brasil         | 1.ª           | 2025          | 0     | 0     | 0      | —                | —                | —                | 1                       | 0                       | 0                       | 1     | 0     | 0      |
| Fluminense F. C. · Brasil         | Total club    | Total club    | 0     | 0     | 0      | 0                | 0                | 0                | 1                       | 0                       | 0                       | 1     | 0     | 0      |
| Total carrera                     | Total carrera | Total carrera | 369   | 86    | 86     | 19               | 4                | 2                | 22                      | 3                       | 4                       | 410   | 93    | 92     |
| 1. 2. 3.                          |               |               |       |       |        |                  |                  |                  |                         |                         |                         |       |       |        |

## Palmarés

### Campeonatos nacionales
| Título                 | Equipo           | País           | Año  |
| ---------------------- | ---------------- | -------------- | ---- |
| MLS Supporters' Shield | F. C. Cincinnati | Estados Unidos | 2023 |

### Distinciones individuales
| Distinción                    | Año                                        |
| ----------------------------- | ------------------------------------------ |
| Jugador del Mes de la MLS     | 2018 (x1), 2022 (x1), 2023 (x2), 2024 (x1) |
| MLS Best XI                   | 2018, 2022, 2023                           |
| Jugador Más Valioso de la MLS | 2023                                       |
| Gol del Año de la MLS         | 2023                                       |